# Gushtaba

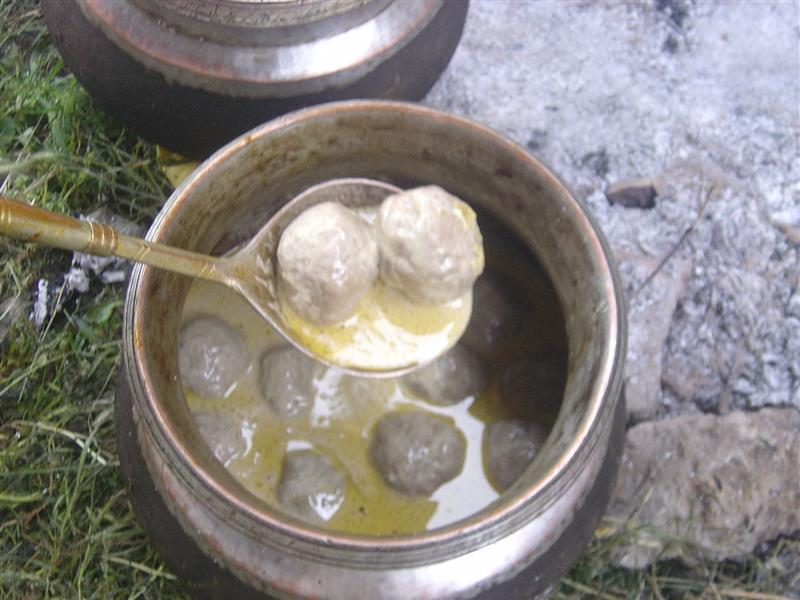
Goshtaba.

Gushtaba o goshtaba es un platillo tradicional de la zona de Cachemira. Consiste en albóndigas pequeñas de carne de cordero cocidas en una salsa gravy aromática a base de yogur.

## Receta
Para su preparación se fríen cebollas y ajo y luego se las deja enfriar y se las muele hasta formar una pasta. 
Se troza y golpea carne de cordero, junto con un poco de grasa de cordero. A la mezcla se agrega polvo de cardamomo y sal. Mientras se sigue golpeando la mezcla se le agregan cubos de hielo para evitar se caliente. Con las manos enfriadas con agua, se procede a formar pequeñas albóndigas con la carne. Las albóndigas se cuecen en un caldo de cordero.
En una sartén se mezcla yogur y agua, la mezcla es filtrada en un trozo de tela. El producto del filtrado es cocinado junto con clavos de olor, cardamomos verdes, cardamomos negros, y sal revolviendo continuamente, hasta que la mezcla cambie de color. Se prepara una pasta con polvo de hinojo y polvo seco de jengibre, que se agrega a la mezcla de yogur, a la vez que se incorpora la pasta de cebolla y ajo diluida con un poco de caldo. Se agrega ghee a la mezcla y se continua la cocción.
Se retiran los koftas (albóndigas) del caldo, se escurren y se agregan a la salsa gravy. Finalmente se colocan por encima trocitos de hojas secas de menta.